# Brief van Paulus aan Filemon
De brief van Paulus aan Filemon (vaak kortweg Filemon genoemd) is een van de boeken in het Nieuwe Testament van de Bijbel. Het is een brief die Paulus schreef aan de christenen Filemon, Apfia, Archippus en overige christenen die in Filemons huis in Kolosse bijeenkomen. Filemon behoort tot de brieven van Paulus waarvan het auteurschap van Paulus onomstreden is. De brief wordt ingedeeld in één hoofdstuk van vijfentwintig verzen. Het is de kortste brief van Paulus en een van de kortste boeken in het Nieuwe Testament. De brief is geschreven in het Koinè-Grieks. Het is de enige brief van Paulus met een privékarakter die bewaard is gebleven.
De brief behoort met de brief aan de Efeziërs, de Kolossenzen en de Filippenzen tot de vier "gevangenisbrieven", omdat in deze brieven gesteld wordt dat ze vanuit de gevangenis geschreven zijn (Efeziërs 4:1; Kolossenzen 4:3; Filippenzen 1:7,13,17; Filemon 1:1,9).

## Plaats en datum van ontstaan
Paulus schreef de brief vanuit gevangenschap in Rome of Efeze. De brief werd waarschijnlijk samen met de Brief van Paulus aan de Kolossenzen in Kolosse bezorgd door onder anderen Onesimus, een tot het christendom bekeerde gevluchte slaaf.
Als Paulus, zoals sommige uitleggers aannemen, tweemaal gevangen is geweest dan zal deze brief waarschijnlijk tijdens zijn eerste gevangenschap geschreven zijn. In ieder geval verwacht Paulus dat hij vrijgelaten zal worden. Hoe dan ook zal de brief geschreven zijn in de laatste jaren van Paulus' leven, rond 55 of 60 n.Chr.
Het oudst bekende handschrift waarin de tekst van de Brief aan Filemon is overgeleverd is Papyrus 87 (ca. 250). Andere oude handschriften met de tekst van de brief zijn Papyrus 139, Codex Sinaïticus en Codex Vaticanus, alle uit de vierde eeuw.

## Inhoud
De brief was bedoeld om Filemon aan te sporen zijn gevluchte slaaf Onesimus vriendelijk te ontvangen, als een broeder, omdat deze zich tot het christendom heeft bekeerd tijdens Paulus' gevangenschap. Paulus is aan Onesimus gehecht geraakt en zou hem graag bij zich houden, maar beseft dat het juist is als Paulus Onesimus terugstuurt naar Filemon. Paulus vraagt Filemon Onesimus zo te ontvangen als hij Paulus zou ontvangen. Paulus biedt aan de schade te vergoeden die eventueel is ontstaan door Onesimus' vertrek.
Paulus spreekt ook zijn hoop uit dat hij spoedig uit gevangenschap zal worden vrijgelaten en vraagt Filemon om een onderkomen voor hem te bereiden.
Traditioneel neemt men aan dat Filemon de eigenaar van Onesimus was, hoewel de tekst ook de mogelijkheid toelaat dat Apfia of Archippus, de medegeadresseerden, zijn eigenaar waren.